# Gabbioneta-Binanuova
Gabbioneta-Binanuova ist eine norditalienische Gemeinde (comune) mit 855 Einwohnern (Stand 31. Dezember 2023) in der Provinz Cremona in der Lombardei. Die Gemeinde liegt etwa 17 Kilometer ostnordöstlich von Cremona am Oglio und am Parco dell'Oglio Nord und grenzt unmittelbar an die Provinz Brescia.
Der Verwaltungssitz befindet sich im Ortsteil Gabbioneta.